# Labeo gregorii
Labeo gregorii  (лат.) —  вид пресноводных лучепёрых рыб из семейства карповых, принадлежащий к роду Лабео. Обитает на территории Африки, в Кении, Сомали и Танзании, в основном в пределах водосборных бассейнов рек Ати, Тана и Галана. Также, был обнаружен на территории реки Джуббы.
Максимальная длина тела 23,1 см.